# Saint Louis (Missouri)
|  | «St. Louis» redirigeix aquí. Vegeu-ne altres significats a «Saint Louis». |

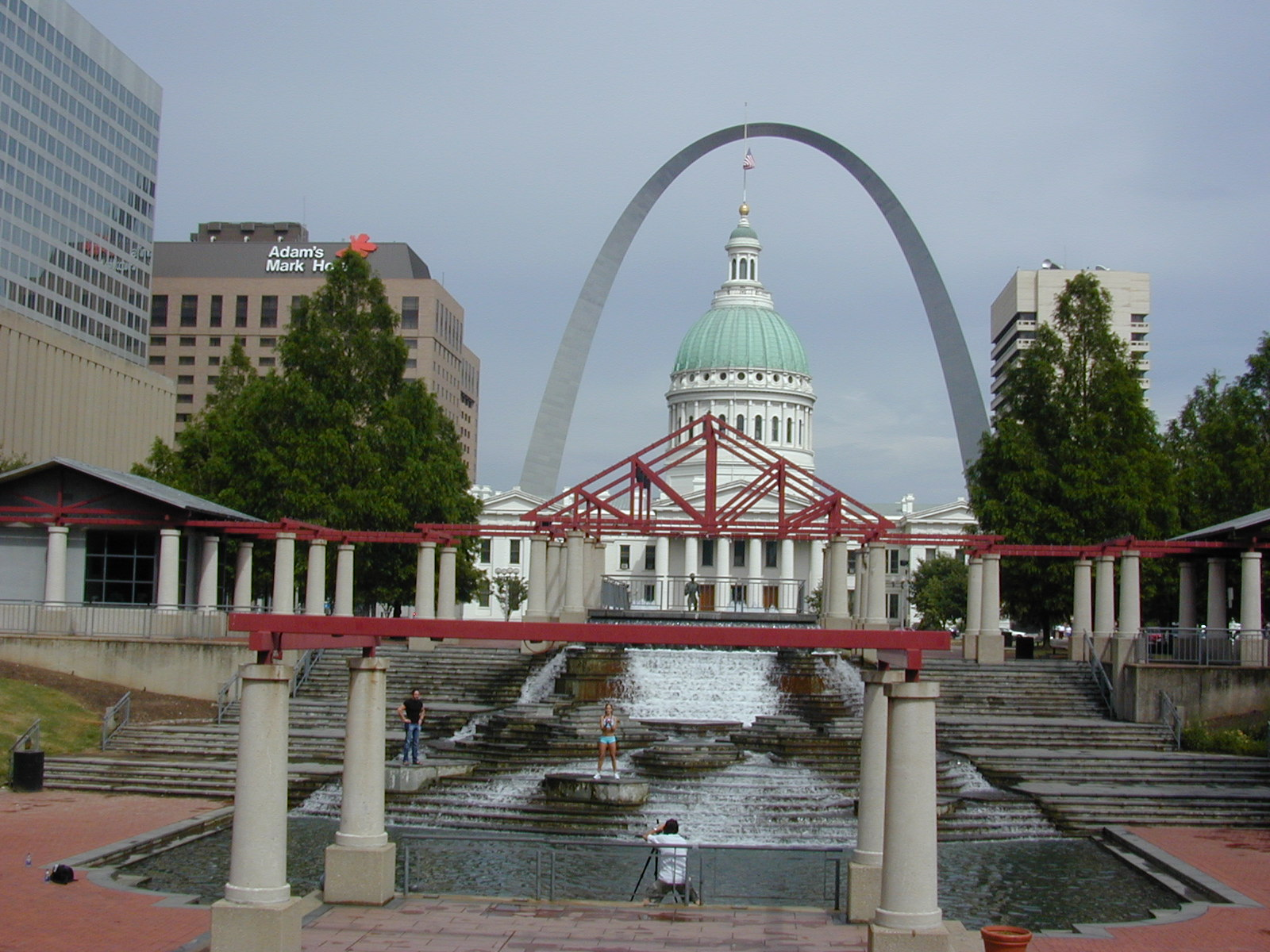
Saint Louis (Missouri).

Saint Louis és l'àrea metropolitana més gran de l'estat de Missouri als Estats Units, amb un total de 2.603.607 habitants l'any 2000.
Fundada el 1764, durant la Colonització francesa d'Amèrica fou la capital de l'Alta Louisiana, i posteriorment la del Territori de Louisiana (1805), que es convertiria després en Territori de Missouri (1812).
Fou la seu de l'Exposició Universal de Saint Louis, que tingué lloc l'any 1904. El mateix any també s'hi van celebrar els Jocs Olímpics.
La ciutat de Saint Louis, una entitat separada del Comtat de Saint Louis, hi contribueix amb 348.189 persones; la seva població ha anat disminuint des dels anys 1950, pel desplaçament cap als suburbis del comtat de Saint Louis (Missouri) (1.016.315), comtat de Saint Charles (283.883), comtat de Franklin (93.070) i Comtat de Jefferson (198.990) a Missouri; i Comtat de Madison (258.041), comtat de Saint Clair (256.082), i Comtat de Monroe (27.019) a Illinois.

## Malnoms
Ciutat del Monticle (Mount City) i Ciutat d'Entrada (Gateway City), això darrer en referència al seu històric paper de punt de partida de la conquesta del Far West. Hi ha un gran arc monumental que simbolitza aquest fet.

## Geografia

### Punts de referència
| Nom                              | Descripció | foto |
| -------------------------------- | --- | ---- |
| Gateway Arch                     | A 190 m, el Gateway Arch és l'arc més alt del món i el monument humà més alt de l'hemisferi occidental. Construït com un monument a l'expansió cap a l'oest dels Estats Units, és la peça central del parc nacional Gateway Arch, conegut com a Jefferson National Expansion Memorial fins al 2018. |      |

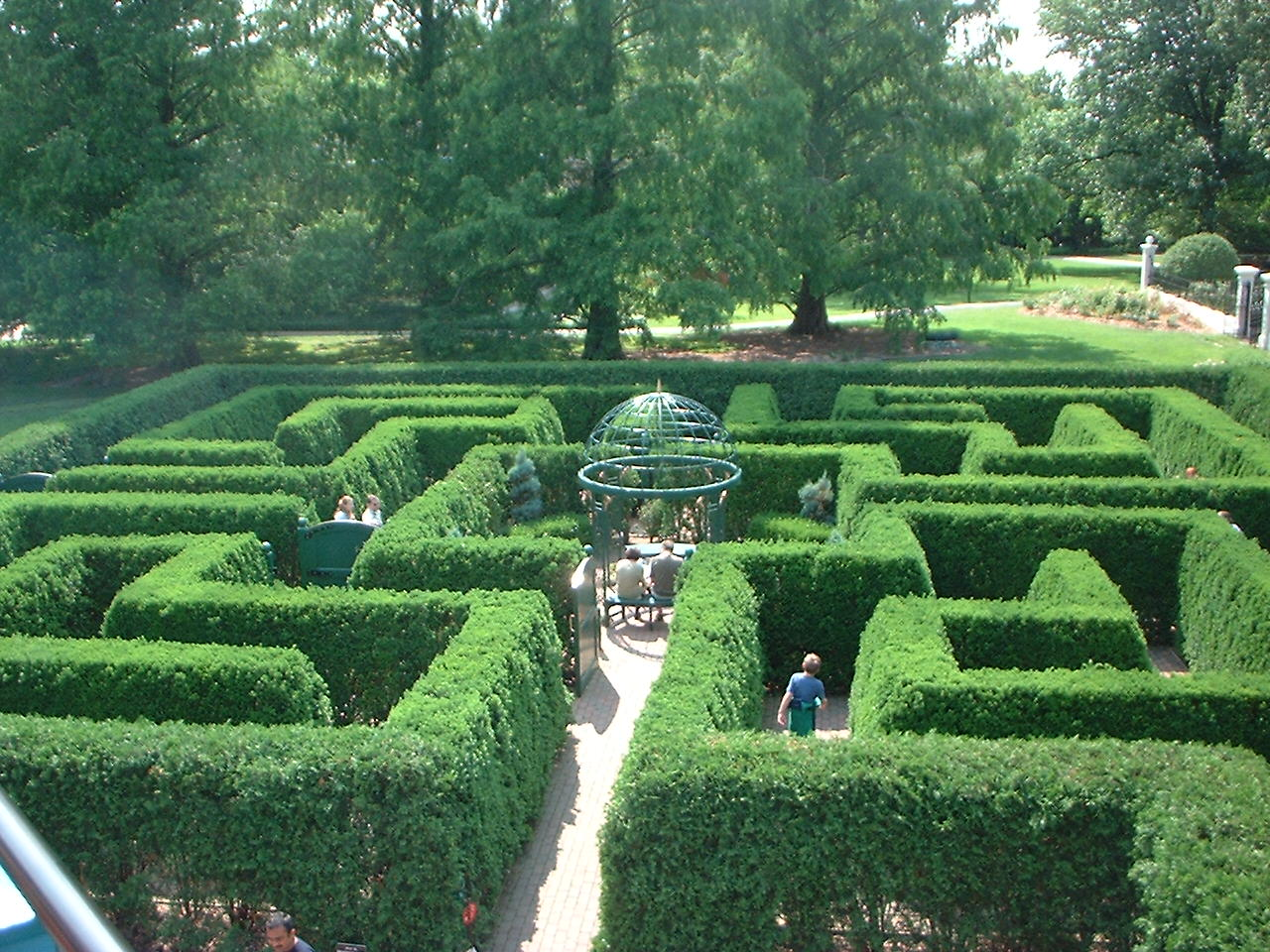
St. Louis, Missouri Botanical Garden, EUA.

| Museu d'Art de Sant Lluís        | Construït per a l'Exposició Universal de 1904, amb un edifici dissenyat per Cass Gilbert, el museu acull pintures, escultures i objectes culturals. El museu es troba al Parc Forestal i l'entrada és gratuïta. |      |
| Jardí Botànic de Missouri        | Fundat el 1859, el Jardí Botànic de Missouri és una de les institucions botàniques més antigues dels Estats Units i un Monument Històric Nacional. Ocupa 79 acres al barri de Shaw, incloent un Jardí japonès de 14-acre (5.7-hectàrea) i el conservatori de cúpula geodèsica Climatron. |      |
| Catedral Basílica de Sant Lluís  | Consagrat l'any 1914, és l'església mare de l'arxidiòcesi de Sant Lluís i la seu del seu Arquebisbe. L'església és coneguda per la seva gran instal·lació de mosaic (que és una de les més grans de l'hemisferi occidental amb 41,5 milions de peces), les criptes funeràries i la seva escultura a l'aire lliure. |      |
| Ajuntament                       | Situat al centre de l'oest, l'Ajuntament va ser dissenyat per Harvey Ellis el 1892 a l'estil renaixentista. Recorda l'Hôtel de Ville de París. |      |
| Biblioteca Central               | Completat el 1912, l'edifici de la Biblioteca Central va ser dissenyat per Cass Gilbert. Serveix com a ubicació principal per a la Biblioteca Pública de Sant Lluís. |      |
| Museu de la Ciutat               | El City Museum és una casa-museu de jocs, que consisteix principalment en objectes arquitectònics i industrials reutilitzats, que es troba a l'antic edifici de l'International Shoe al districte de Washington Avenue Loft. |      |
| Antic Palau de Justícia          | Construït al segle XIX, va servir com a jutjat federal i estatal. El cas Scott contra Sandford (que va donar lloc a la decisió Dred Scott) es va jutjar al palau de justícia el 1846. |      |
| Centre de Ciències de Sant Lluís | Fundat el 1963, inclou un museu de la ciència i un planetari, i està situat a Forest Park. L'entrada és gratuïta. És un dels dos centres científics dels Estats Units que ofereix entrada general gratuïta. |      |
| Simfonica de Sant Lluís          | Fundada el 1880, la St. Louis Symphony Orchestra és la segona orquestra simfònica més antiga dels Estats Units, precedida per la Orquestra Filharmònica de Nova York. La seva principal sala de concerts és el Powell Symphony Hall. |      |
| Union Station                    | Construït el 1888, va ser la principal terminal de trens interurbans de passatgers de la ciutat. Antigament l'estació de tren més gran i concorreguda del món, es va convertir a la dècada de 1980 en un hotel, centre comercial i complex d'oci. Avui dia, també continua donant servei als passatgers de trànsit del ferrocarril local (MetroLink), amb el servei d'Amtrak a prop. El 25 de desembre de 2019, l'aquari de St. Louis va obrir les portes a Union Station. |      |
| Zoològic de Sant Lluís           | Construït per a l'Exposició Universal de 1904, és reconegut com un zoològic líder en gestió, investigació, conservació i educació dels animals. Es troba al Parc Forestal i l'entrada és gratuïta. |      |

## Arquitectura

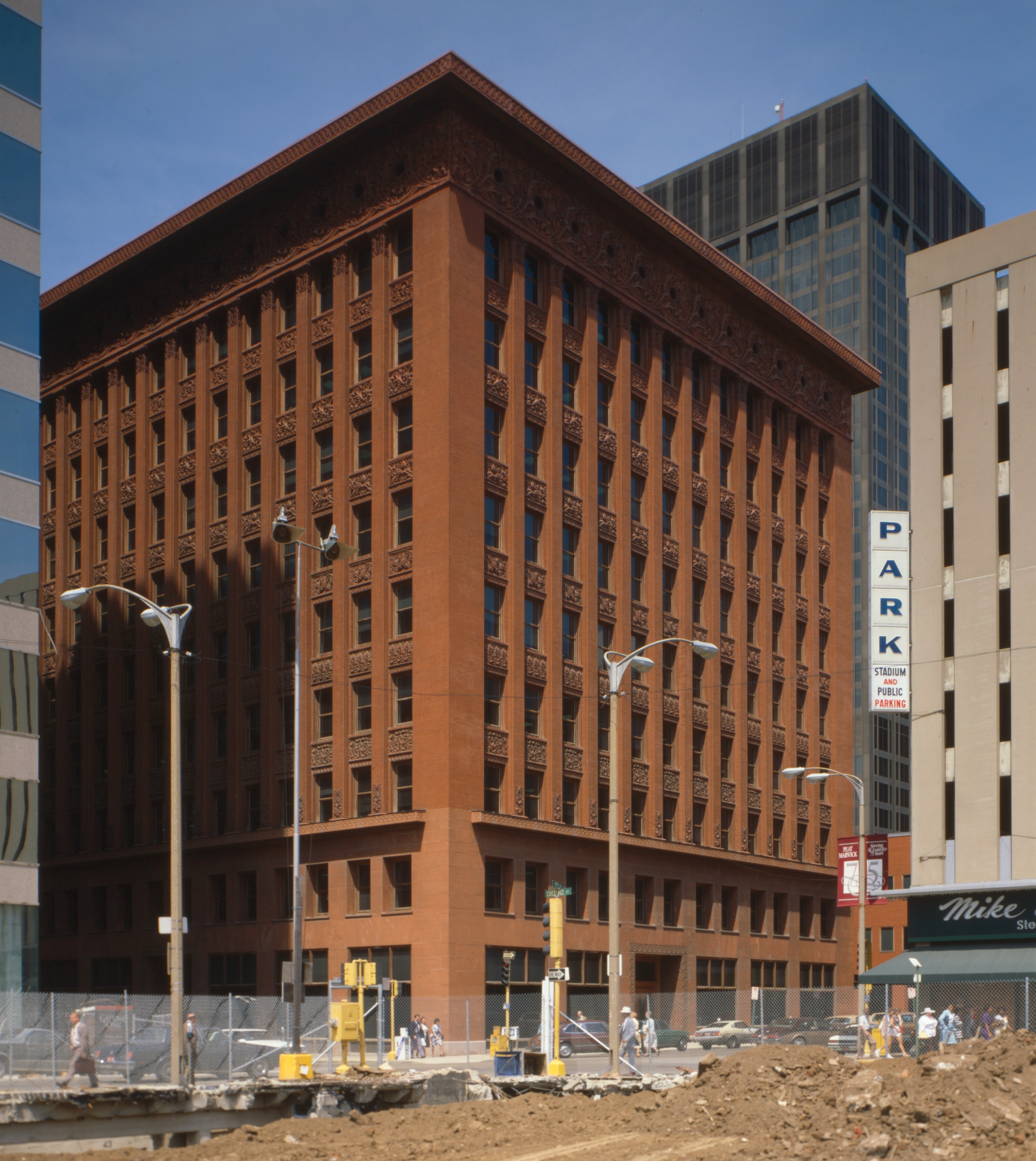
Wainwright Building (1891), un important gratacels primerenc dissenyat per Louis Sullivan

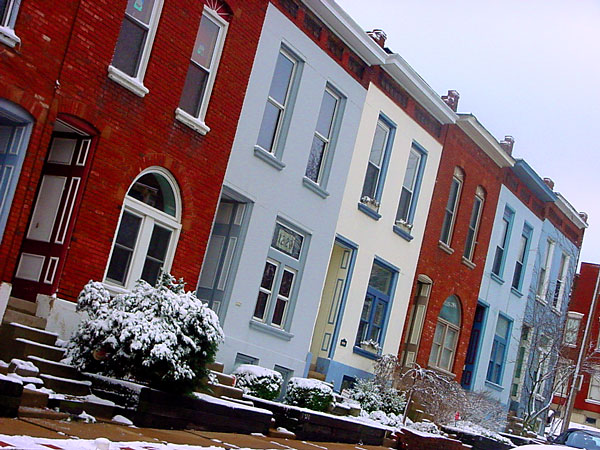
Moltes cases de la plaça Lafayette estan construïdes amb una barreja d'estils renaixentistes grecs, federals i italians.

L'arquitectura de St. Louis presenta una varietat d’arquitectura comercial, residencial i monumental. St. Louis és conegut pel Gateway Arch, el monument més alt construït als Estats Units a 190 m. L'Arc ret homenatge a la posició de Thomas Jefferson i St. Louis com a porta d'entrada a Occident. Les influències arquitectòniques que es reflecteixen a la zona inclouen estils arquitectònics colonials francesos, alemanys, americans primerencs i moderns.
Alguns gratacels comercials postmoderns notables es van construir al centre de la ciutat als anys 70 i 80, com ara el One US Bank Plaza (1976), l’AT&T Center (1986) i One Metropolitan Square (1989), que és l'edifici més alt de St. One US Bank Plaza, la seu local d’US Bancorp, es va construir per a la Mercantile Bancorporation en l'estil expressionista estructural, emfatitzant l'estructura d'acer de l'edifici.
Durant la Dècada del 1990, St. Louis va veure la construcció del jutjat més gran dels Estats Units per àrea, el jutjat dels Estats Units Thomas F. Eagleton (acabat l'any 2000). El Palau de Justícia d'Eagleton és la seu del Tribunal de Districte dels Estats Units per al Districte Oriental de Missouri i el Tribunal d'Apel·lacions dels Estats Units per al Vuitè Circuit. Els edificis de gran alçada més recents de St. Louis inclouen dues torres residencials: One Hundred al barri de Central West End i One Cardinal Way al barri de Downtown.
Existeixen diversos exemples d'estructures religioses del període anterior a la Guerra Civil, i la majoria reflecteixen els estils residencials comuns de l'època. Entre les primeres hi ha la Basílica de Sant Lluís, rei de França (coneguda com la Catedral Vella). La basílica va ser construïda entre 1831 i 1834 a l'estil federal. Altres edificis religiosos de l'època inclouen SS. Església de Ciril i Metodi (1857) d'estil romànic renaixentista i catedral de l'Església de Crist (acabada el 1867, dissenyada el 1859) d'estil gòtic neològic.
A principis del segle XIX es van construir alguns edificis cívics. El jutjat original de St. Louis va ser construït el 1826 i presentava una façana de pedra d'estil federal amb un pòrtic arrodonit. Tanmateix, aquest jutjat va ser substituït durant la renovació i ampliació de l'edifici a la Dècada de 1850. L’Old St. Louis County Courthouse (conegut com a’ Old Courthouse) es va acabar el 1864 i va destacar per tenir una cúpula de ferro colat i per ser l'estructura més alta de Missouri fins al 1894. Finalment, el 1852 es va construir una duana a l'estil renaixentista grec, però va ser enderrocada i substituïda el 1873 per la duana i l'oficina de correus dels EUA.
Com que gran part del desenvolupament comercial i industrial de la ciutat es va centrar al llarg del riu, molts edificis anteriors a la Guerra Civil van ser enderrocats durant la construcció del Gateway Arch. El patrimoni arquitectònic restant de la ciutat de l'època inclou un barri de diverses illes de carrers empedrats i magatzems de maó i ferro colat anomenats Laclede's Landing. Ara popular pels seus restaurants i discoteques, el districte es troba al nord de Gateway Arch al llarg del riu. Altres edificis industrials de l'època inclouen algunes parts de la cerveseria Anheuser-Busch, que daten de la Dècada de 1860.
St. Louis va veure una gran expansió en varietat i nombre d'edificis religiosos durant el final del segle XIX i principis del segle xx. La més gran i més ornamentada d'aquestes és la Catedral Basílica de Sant Lluís, dissenyada per Thomas P. Barnett i construïda entre 1907 i 1914 a l'estil neobizantí. La catedral de Sant Lluís, com es coneix, té una de les col·leccions de mosaics més grans del món. Un altre punt de referència en l'arquitectura religiosa de Sant Lluís és el Sant Estanislau Kostka, que és un exemple de l’estil de la catedral polonesa. Entre els altres dissenys importants del període es trobaven Sant Alfons de Liguori (conegut com L'Església de la Roca) (1867) en el Renaixement gòtic i la Segona Església Presbiteriana de Sant Lluís (1900) en el Romànic richardsonià.
Segons el cens de 1900, St. Louis era la quarta ciutat més gran del país. El 1904, la ciutat va acollir una Exposició universal a Forest Park anomenada Louisiana Purchase Exposition. El seu llegat arquitectònic està una mica dispers. Entre les institucions culturals relacionades amb la fira del parc hi ha el Museu d'Art de Saint Louis dissenyat per Cass Gilbert, part de la llacuna restant als peus d'Art Hill, i la gàbia de vol al zoològic de St. Louis. El Museu d'Història de Missouri es va construir després, amb el benefici de la fira. Però el 1904 va deixar altres actius a la ciutat, com la St. Louis Union Station de 1894 de Theodore Link i un parc forestal millorat.

### Barris

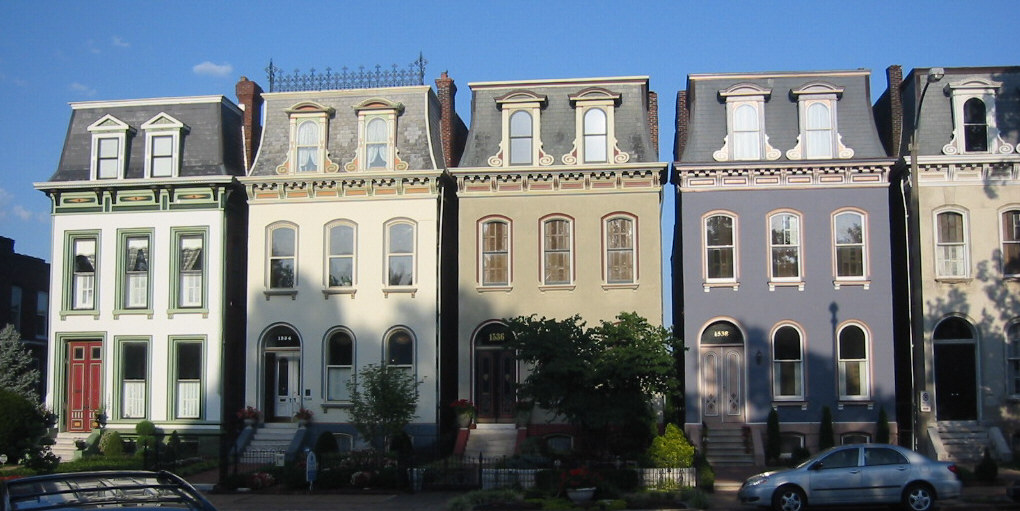
Cases d'estil francès a Lafayette Square

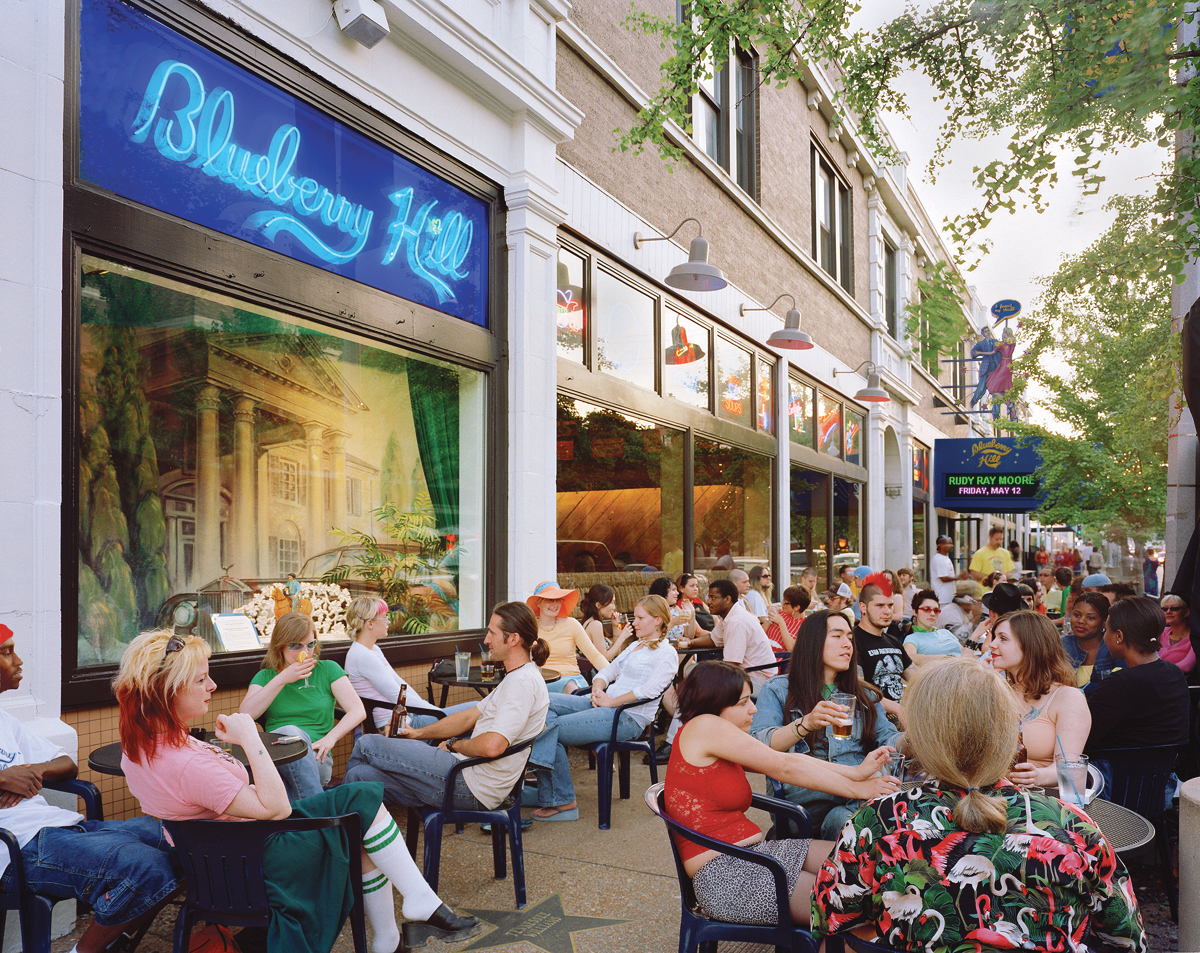
El Delmar Loop és un barri proper a la Universitat de Washington, a la frontera de la ciutat i el comtat de St. Louis.

La ciutat està dividida en 79 barris designats pel govern. Les divisions de barri no tenen legitimitat, tot i que algunes associacions de veïns administren subvencions o tenen poder de veto sobre el desenvolupament del districte històric.
Diversos barris estan agrupats en categories com North City, South City i The Central West End.

### Topografia

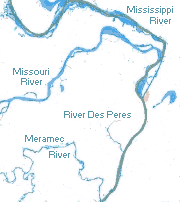
Rius a la zona de St. Louis

Segons l'Oficina del Cens dels Estats Units, St. Louis té una superfície total de 170 km², dels quals 160 són terra i 11 (6,2%) són aigua. La ciutat està construïda sobre cingleres i terrasses que s'eleven entre 30 i 60 m per sobre de la riba occidental del riu Mississipi, al centre-oest dels Estats Units, just al sud de la confluència entre Missouri i Mississipi. Gran part de la zona és una praderia fèrtil i suaument ondulada que presenta turons baixos i valls amples i poc profundes. Tant el riu Mississipi com el riu Missouri han tallat grans valls amb àmplies planes inundables.
La pedra calcària i la dolomita de l'època del Mississippi són la base de la zona, i algunes parts de la ciutat són de naturalesa càrstica. Això és especialment cert a la zona al sud del centre de la ciutat, que té nombroses dolines i coves. La majoria de les coves de la ciutat han estat segellades, però hi ha moltes fonts visibles al llarg del riu. El carbó, l'argila de maó i el mineral de Mil·lerita es van extreure una vegada a la ciutat. La roca superficial predominant, coneguda com a pedra calcària de Sant Lluís, s'utilitza com a pedra de dimensions i enderrocs per a la construcció.
Prop del límit sud de la ciutat de St. Louis (separant-la del comtat de St. Louis) hi ha el riu des Peres, pràcticament l'únic riu o torrent dins dels límits de la ciutat que no és totalment subterrani. La major part del riu des Peres va ser confinat a un canal o subterrani a la Dècada del 1920 i principis de 1930. La secció baixa del riu va ser el lloc d'algunes de les pitjors inundacions de la Gran Inundació de 1993.
El límit oriental de la ciutat és el riu Mississipi, que separa Missouri d'Illinois. El riu Missouri forma la línia nord del comtat de St. Louis, excepte algunes zones on el riu ha canviat de curs. El riu Meramec forma la major part de la seva línia sud.

## Persones relacionats amb St. Louis
Categoria principal: Persones de Saint Louis
- Annie Wersching, actriu
- Chuck Berry, músic
- Sunrise Adams, actriu porno
- Lee Falk, Escriptor
- Alfred George Robyn, compositor musical
- Theodore Spiering, (1871-1925) violinista, director d'orquestra i compositor.
- Thomas Stearns Eliot (T. S. Eliot) (1888-1965) poeta, escriptor i dramaturg, Premi Nobel de Literatura de 1948.
- Roger David Kornberg (1947) bioquímic, Premi Nobel de Química de 2006.
- King Baggot (1879-1948) actor de cinema, director de cinema i escriptor.
- Steven Chu (1948-) físic, Premi Nobel de Física de l'any 1997.
- James Thomas Quarles (1877-[...?]) compositor i organista.